# 별감
별감(別監)은 고려와 조선 시대 관직의 일종이다.

## 고려
중앙과 지방의 각 관아와 도감에 설치된 관직이다. 설치된 관청에 따라 다양한 별감이 있었다.

## 조선
별감은 원(園)·유(囿)·화초·과물 등의 관리를 관장하는 장원서(掌苑署)와 왕명을 전달하는 액정서(掖庭署) 소속의 관직이다. 《경국대전》의 〈형전(刑典)〉에 의하면, 궁궐 내의 별감의 수가 나와 있는 데, 그 수는 모두 86명이었다. 임금과 중전이 거처하는 대전과 중궁전, 세자와 세손이 거처하는 세자궁과 세손궁에 별도의 별감이 소속되어 활동했다. 노란 초립에 홍색포를 입은 사치스러운 복색으로 유명하다. 혜원 신윤복의 풍속화 <선술집: 주사거배(酒肆擧盃)>와 <밤길안내: 야금모행(夜禁冒行)>, <기방난투: 유곽쟁웅(遊廓爭雄)>과 유숙의 <대쾌도> 등에 모습이 등장한다.